# Beeston St Lawrence
Beeston St Lawrence är en by i civil parish Ashmanhaugh, i distriktet North Norfolk, i grevskapet Norfolk i England. Byn är belägen 7 km från Wymondham. Beeston St Lawrence var en civil parish fram till 1935 när blev den en del av Ashmanhaugh. Civil parish hade 19 invånare år 1931. Byn nämndes i Domedagsboken (Domesday Book) år 1086, och kallades då Besetuna.